# پرچم زارلند
پرچم زارلند در ۳ فوریه ۱۹۵۷ پذیرفته شد.